# Nooit genoeg
Nooit genoeg is het zesde studioalbum van de Nederlandse band De Dijk, uitgebracht in 1991.

## Hoes
De hoes is een ontwerp van bandlid Nico Arzbach.

## Nummers
| Nr. | Titel                                  | Schrijver(s)                                          | Duur |
| --- | -------------------------------------- | ----------------------------------------------------- | ---- |
| 1.  | Je weet nooit wanneer                  | Nico Arzbach, Huub van der Lubbe                      | 3:45 |
| 2.  | Hou me vast                            | Pim Kops, Antonie Broek, Huub van der Lubbe           | 4:59 |
| 3.  | Vuilnisman                             | Hans van der Lubbe, Antonie Broek, Huub van der Lubbe | 4:29 |
| 4.  | Denk                                   | Nico Arzbach, Huub van der Lubbe                      | 3:59 |
| 5.  | 5 uur (Uitgegeven door: Warner Basart) | Ramses Shaffy, Jan Robijns                            | 4:10 |
| 6.  | Jij bent                               | Pim Kops, Huub van der Lubbe                          | 4:43 |
| 7.  | Nachtmerrieblues                       | Hans van der Lubbe, Huub van der Lubbe                | 3:22 |
| 8.  | Nooit genoeg                           | Pim Kops, Antonie Broek, Huub van der Lubbe           | 5:06 |
| 9.  | Duizel mij                             | Nico Arzbach, Antonie Broek, Huub van der Lubbe       | 3:34 |
| 10. | Ze komt terug                          | Nico Arzbach, Antonie Broek, Huub van der Lubbe       | 4:28 |
| 11. | De schreeuw                            | Nico Arzbach, Huub van der Lubbe                      | 3:28 |